# Csikvánd
Csikvánd község Győr-Moson-Sopron vármegyében, a Téti járásban.

## Fekvése
Magyarország északnyugati részén, Téttől 9 kilométerre délre található. Határának jelentős részét szőlőskertek és erdők borítják, de mély fekvésű földek is tartoznak hozzá, ezekre utal a címerében látható víz és gyékény.

### Megközelítése
Közúton a Győr és Pápa térségét összekapcsoló 83-as főútról Tét-Szentkút után a 8416-os útra letérve közelíthető meg; keleti szomszédjával, Gyarmattal a 8461-es út köti össze.
Vasútvonal nem érinti, a legközelebbi vasúti csatlakozási lehetőség a Győr–Celldömölk-vasútvonal Gecse-Gyarmat vasútállomása, mintegy 5,5 kilométerre keletre

## Története
Bizonytalan eredetű, talán a szláv Sčitovan személynévből származó nevét egy 1270-es okmány említi először "possessio Chituan" formában.
A falut a törökök 1543-ban elfoglalták, de lakói csak akkor menekültek el, amikor 1594-ben Győr és Pápa is török kézre került. 1611-ben már ismét több magyar nemes: Cziráky Mózes, Kisfaludy Balázs, Újszászi Ferenc, Egerszegi István, Sziky Gergely és mások birtoka.
A gabonafélék termelése mellett a 18. században szőlészettel is elkezdtek foglalkozni a faluban, ekkor jöttek létre a falubeli Cserhát-domb szőlőskertjei.
Az első és második világháború után is földosztásra került sor a törpebirtokosok és a teljesen nincstelen családok között, új házhelyeket is kijelöltek, és ennek köszönhetően sok új ház épült a településen.
Az 1950-es évek végén Csikvánd sem kerülhette el a kollektivizálást: először önálló termelőszövetkezet alakult a faluban, de ez később egyesült a vaszari szövetkezettel. Napjainkban a település lakóinak jelentős része már nem helyben, hanem Győrben vagy Pápán talál munkát.
1954-ben közigazgatásilag Veszprém megyéhez csatolták a falut, de 1992 óta ismét Győr-Moson-Sopron megye része.
1949-ig három iskola is működött Csikvándon: egy evangélikus, egy római katolikus és egy "községi" elemi iskola, napjainkban azonban egy sem; az iskoláskorúak Gyarmat vagy Tét iskoláiba járnak.

## Közélete

### Polgármesterei
- 1990–1994: Bancsó Lajos Zoltán (független)[4]
- 1994–1998: Bancsó Lajos Zoltán (független)[5]
- 1998–2002: Bancsó Lajos Zoltán (független)[6]
- 2002–2006: Bancsó Lajos Zoltán (független)[7]
- 2006–2010: Kozma Tibor (független)[8]
- 2010–2014: Kozma Tibor (független)[9]
- 2014–2019: Kozma Tibor (független)[10]
- 2019–2024: Kozma Tibor (Fidesz-KDNP)[11]
- 2024– : Kozma Tibor (független)[1]

## Népesség
A település népességének változása:
| Lakosok száma | 455  | 452  | 462  | 503  | 487  | 491  | 493  |
|               | 2013 | 2014 | 2015 | 2021 | 2022 | 2023 | 2024 |

A 2011-es népszámlálás során a lakosok 97,1%-a magyarnak, 0,7% németnek, 0,2% szlováknak mondta magát (2,9% nem nyilatkozott; a kettős identitások miatt a végösszeg nagyobb lehet 100%-nál). A vallási megoszlás a következő volt: római katolikus 30,6%, református 4,4%, evangélikus 46,9%, felekezeten kívüli 5,3% (12,8% nem nyilatkozott).
2022-ben a lakosság 94%-a vallotta magát magyarnak, 0,4% németnek, 0,4% cigánynak, 0,2% románnak, 0,2% egyéb, nem hazai nemzetiségűnek (5,1% nem nyilatkozott; a kettős identitások miatt a végösszeg nagyobb lehet 100%-nál). Vallásuk szerint 33,9% volt evangélikus, 22,4% római katolikus, 4,3% református, 0,2% görög katolikus, 0,6% egyéb keresztény, 0,6% egyéb katolikus, 9,2% felekezeten kívüli (28,7% nem válaszolt).

## Látnivalók
A folyamatosan megújuló falu, egyre több és több látnivalót nyújt az ide látogatók számára. Országos védelem alatt álló létesítmény a településen nincs, de több olyan egyedi épület, emlékmű található, amelyek építészeti, építészettörténeti, esztétikai értéke kifejezi a község múltjának sajátosságait, egyéni kultúráját, hagyományait. Érdemes ellátogatni a falu parkjába, itt található pihenőhely, árnyékos padok, tó és a helyi IKSZT (Integrált Közösségi és Szolgáltató Tér) 2011-ben felújított épülete.
- Szent István király római katolikus templom: A 20. században épült, szép környezetben emelkedő templom kertjében kereszt és Mária-szobor áll.
- Evangélikus templom: Az evangélikus templom helyén már a 14. században is templom állt. E régi templom a török uralom alatt leégett, de a 17. században újjáépítették, és alapjait megtartva húzták fel 1804-ben a jelenlegi, de akkor még torony nélküli épületet.
- Présházak: A fehérre meszelt, vályogfalú, nádfedeles présházak nemcsak a múlt emlékei, ma is használják őket a csikvándi szőlőskertek tulajdonosai.

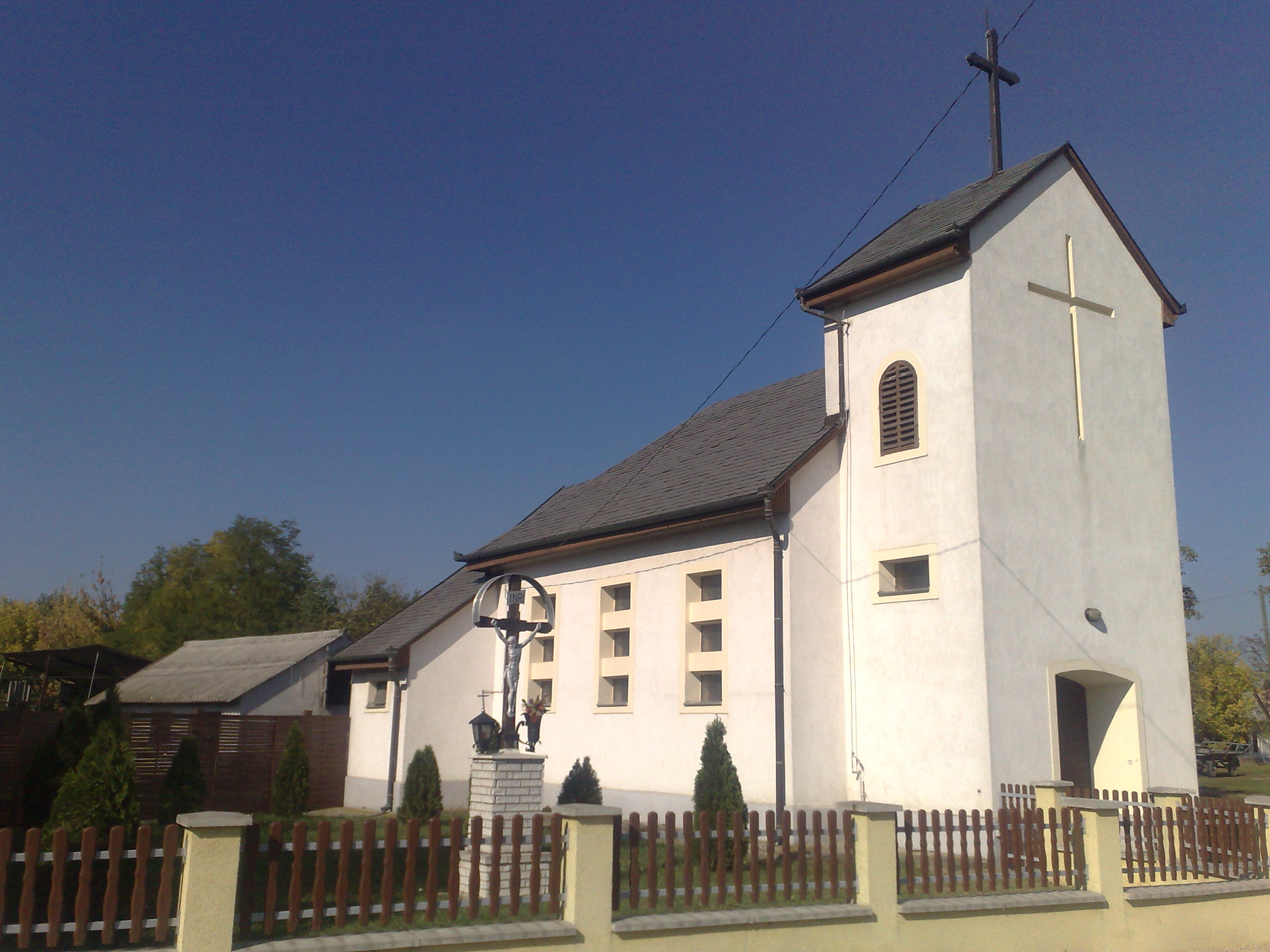
Szent István király római katolikus templom
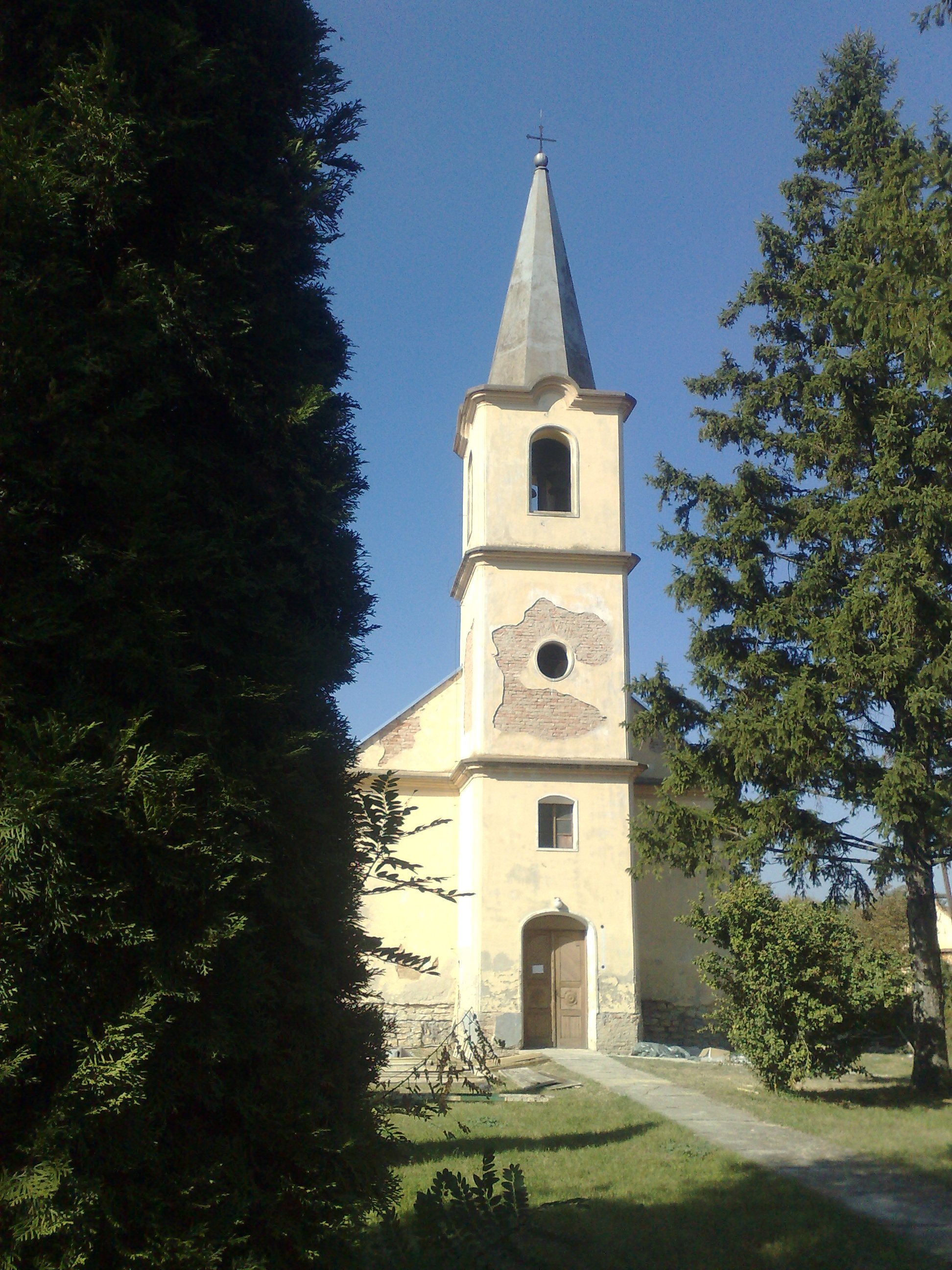
Evangélikus templom
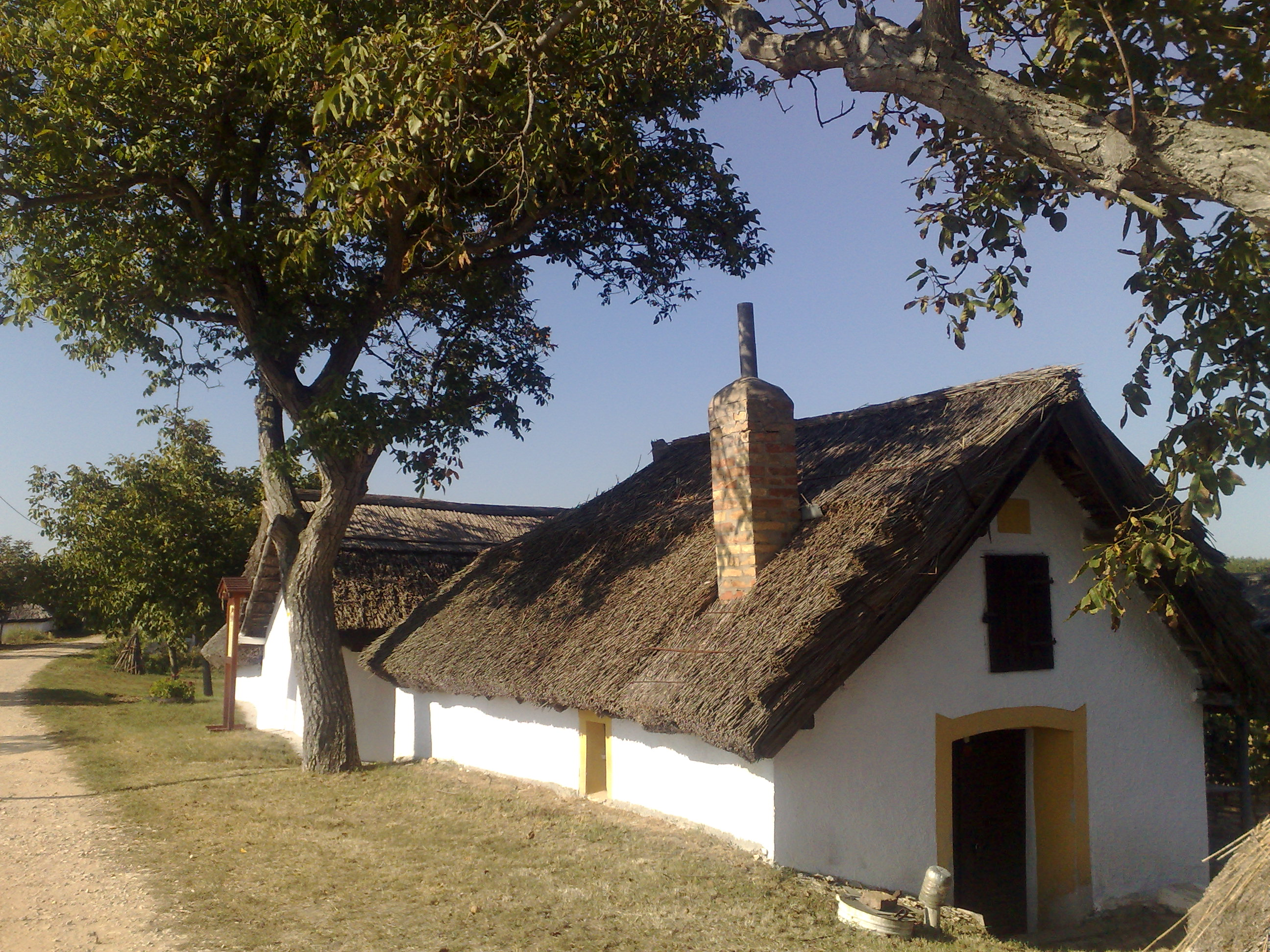
Csikvándi présházak

## Híres csikvándiak
A falu szülötte Kristóf Ágota Kossuth-díjas írónő (1935–2011). Kilencéves koráig élt Csikvándon, majd Kőszegre költözött. Később Szombathelyen folytatta tanulmányait. 1956-ban férjével együtt Svájcba emigrált, s miután ott megtanult franciául, francia nyelven írta műveit. 2011-ben Kossuth-díjjal tüntették ki. Hamvait Kőszegen helyezték örök nyugalomra.
Itt született Kondor Lajos SVD (1928–2009) verbita szerzetes, aki 1954-től haláláig Fatimában élt, és a fatimai jelenések üzenetének terjesztését tekintette életcéljának. Emlékét Portugáliában szobor és emléktábla őrzi.